# اچ‌ام‌اس اوریالوس (۱۹۱)
اچ‌ام‌اس اوریالوس (۱۹۱) (به انگلیسی: HMS Euryalus (1901)) یک کشتی بود که طول آن ۴۷۲ فوت (۱۴۴ متر) بود. این کشتی در سال ۱۹۰۱ ساخته شد.